# 圣卢代绍姆
圣卢德绍姆（法語：Saint-Loup-des-Chaumes，法語發音：[sɛ̃ lu de ʃom]）是法国谢尔省的一个市镇，位于该省南部，属于圣阿芒蒙龙区。

## 地理
圣卢德绍姆（46°49'28"N, 2°23'21"E）面积18.55 平方千米，位于法国中央-卢瓦尔河谷大区谢尔省，该省份为法国中部省份，北起卢瓦雷省，西接卢瓦-谢尔省和安德尔省，南至克勒兹省，东南接阿列省，东临涅夫勒省。
与圣卢德绍姆接壤的市镇（或旧市镇、城区）包括：布吕埃尔-阿利尚、谢尔河畔新堡、沙瓦讷、谢尔河畔克雷藏赛、于宰勒沃农、瓦勒奈、沃内姆。
圣卢德绍姆的时区为UTC+01:00、UTC+02:00（夏令时）。

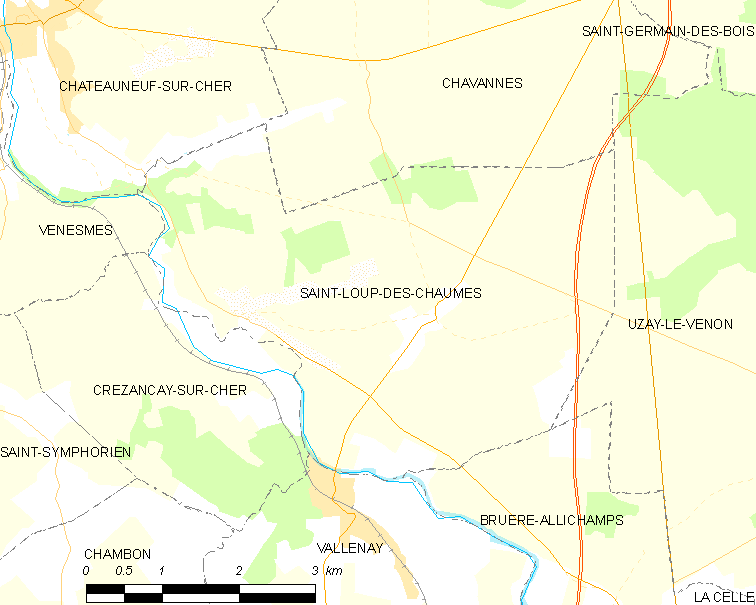
圣卢德绍姆的OSM定位图

## 行政
圣卢德绍姆的邮政编码为18190，INSEE市镇编码为18221。

## 政治
圣卢德绍姆所属的省级选区为特鲁伊县。

## 人口

1962-2008年间圣卢德绍姆人口变化图示

圣卢德绍姆于2022年1月1日时的人口数量为285人。